# 울산체육공원
울산체육공원(蔚山體育公園, Ulsan Sports Park)은 대한민국 울산광역시에 있는 스포츠 시설 단지이다.. 울산문수축구경기장, 보조경기장, 울산문수야구장, 실내수영장, 테니스장, 실내사격장, 인라인롤러스케이트장, 롯볼경기장, 풋살경기장, 스쿼시경기장 등 여러 스포츠 경기 시설이 갖춰져 있다.

## 역사
울산체육공원은 2002년 FIFA 월드컵 개최를 위해 1999년 12월 18일에 착공하여 2001년 4월 28일에 준공되었다. 준공 당시 '옥동체육공원'으로 개장했고, 2002년 FIFA 월드컵을 앞두고 '울산체육공원'으로 개칭했다가, 2002년 FIFA 월드컵 이후 '문수체육공원'으로 개칭되었다. 2004년 10월에 '울산체육공원'으로 명칭이 변경되었다.

## 주요 시설
울산체육공원에는 축구경기장 이외에 2,590석 규모의 관중석을 갖춘 보조경기장과 전망광장, 호수, 야외 공연장 등이 있다. 호수에는 주변에 산책로가 조성되어 있고, 음악분수와 60m 높이로 물을 쏘아올릴 수 있는 고수분수 1기, 30m 높이로 물을 쏘아올릴 수 있는 분수 3기가 있다. 경기장과 체육공원 관리는 울산시설공단에서 맡고 있다.

## 참고 문헌
- “울산체육공원”. 울산시설공단. 2019년 10월 6일에 원본 문서에서 보존된 문서. 2019년 10월 6일에 확인함.
- 〈울산체육공원〉. 《한국향토문화전자대전》. 한국학중앙연구원.[깨진 링크(과거 내용 찾기)]

## 같이 보기
- 울산문수축구경기장
- 울산문수야구장